# Predio Don Fernando Sánchez
El Predio Don Fernando Sánchez (nombre honor al padre fallecido de Fernando Sánchez que colaboró de manera notable siendo uno de los máximos impulsores del proyecto) o también conocido como Predio Chivilcoy, es una Instalación deportiva en construcción perteneciente a All Boys, se encuentra ubicada en frente del Estadio Islas Malvinas, en el barrio de Monte Castro, más precisamente sobre la calle Chivilcoy en la ciudad de Buenos Aires.

## Historia
A través de la ley 2.081, promulgada en octubre de 2006, el Gobierno de la Ciudad de Buenos Aires cedió sin cargo al Club Atlético All Boys, por un plazo de 8 años los terrenos que se encuentran en frente del Estadio Islas Malvinas.
El miércoles 31 de octubre de 2012 se juntaron por primera vez aproximadamente 20 socios de All Boys en el palco presidencial. Después de intercambiar sensaciones acerca de la vida institucional y tratar las urgencias a solucionar en ese momento, Don Fernando Sánchez remarcó que los socios e hinchas tenían que apuntar al Predio, que es lo que más necesitaba la institución, un espacio propio. Aquel requerimiento fue aprobado por decisión unánime y así se le dio impulso al proyecto iniciado unos días antes por una agrupación conducida por el actual presidente Fabián Aguirre y por Daniel Barraza, entre otros. El cual no solo debería contemplar el crecimiento de los deportes del club, sino que también debía ser un sitio de reunión y entretenimiento para que los asociados y habitantes del barrio pudiesen deleitarse con diversas actividades, primordialmente de una jornada placentera. Asimismo, debería tener fines didácticos a su favor. Durante cada encuentro del grupo de socios aparecieron numerosas ideas para juntar dinero y empezar la construcción, haciendo hincapié en lo legítimo. Debido a que no había un plan legal de entregar el terreno de la fábrica que se encontraba allí a la institución de Floresta, nunca se había validado.
Justamente por ese motivo se arregló una cita el 28 de noviembre del mismo año que incluyó una movilización de socios e hinchas por las avenidas Álvarez Jonte y Segurola y por las calles Miranda y Chivilcoy, reclamando la incorporación del presupuesto de apropiación de la propiedad adentro del arranque presupuestario por año del Gobierno de la Ciudad de Buenos Aires. En la misma concurrió la legisladora Karina Spalla quien se responsabilizó en legalizar el proyecto.

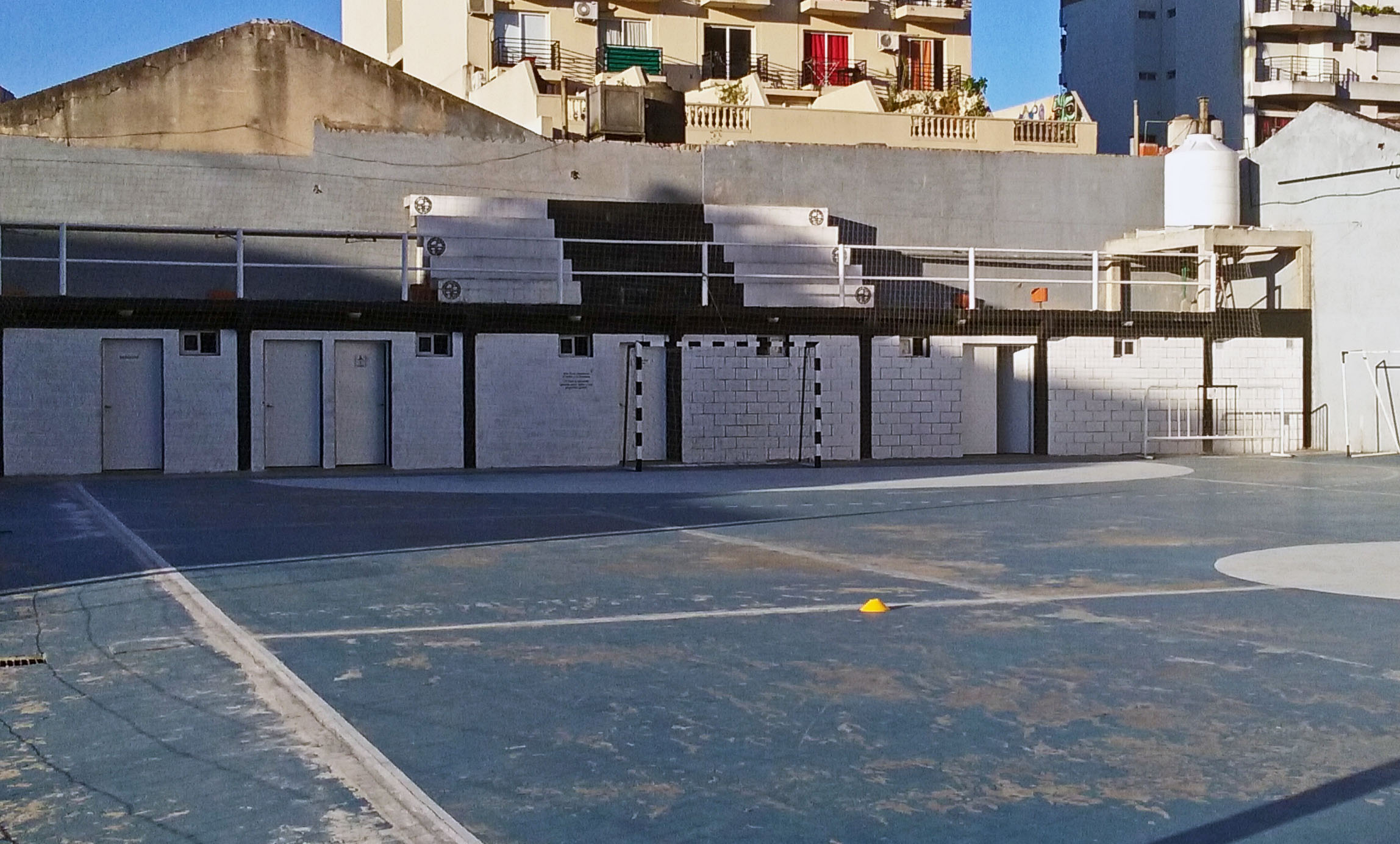
Fotografía del interior del Predio en construcción.

Al mismo tiempo, los promotores del polideportivo vendieron rifas para sorteos durante los encuentros de local y la campaña 100 por 100. La idea original fue juntar 100 socios que abonen $100 por mes, lo que equivalía a un ingreso de 10 mil pesos mensuales. Sin embargo tuvo tan buena aceptación la idea, que fueron muchos más los que estuvieron inscriptos y colaborando. Hasta los jugadores del plantel profesional estaban anotados en la iniciativa de forma activa. Más tarde esta idea fue reemplazada por la otra campaña llamada “Amigos del Predio” cuyo formato renovado incluía nuevas categorías. Al mismo tiempo, se vendieron azulejos personalizados con el escudo del club de diversos tamaños que fueron colocados en un paredón lateral del complejo deportivo, donde quedaran escritos los nombres de los que colaboraron. De esta forma, apareció el dinero destinado especialmente a fabricar la pared delantera y pintarla de blanco y negro, con el nombre y el emblema de la institución, así como también alisar la superficie que resultó siendo un terreno de juego de Balonmano y Futsal.
El 18 de agosto del mismo año, día que se festejó el día del niño, impulsó el potente propósito, con la presencia de muchos niños que se divirtieron. Sin embargo la felicidad que produjo ese día fue momentánea debido a que a los pocos días, fallece Don Fernando Sánchez, el que precisamente desempeñó un papel demasiado laborioso en aquel evento. En consecuencia, esta perdida impulsó a los demás compañeros de la agrupación a denominar al recinto deportivo con su nombre.
Las asambleas, los sorteos y el 100 por 100 continuaron, pero el empeño aplacó lentamente con las dificultades institucionales que estallaron a fin del año 2013 y se extendió en el primer período del año 2014. Sin embargo, se pretendía que las puertas del predio permanezcan abiertas, transmitiendo los encuentros de All Boys con un Proyector de vídeo en una Pantalla de proyección.
A mediados de 2014, en el momento que la agrupación del predio reapareció, arreglaron un evento inicial poniendo en funcionamiento un bufé, música y venta de merchandising como pretexto para invitar de nuevo a los seguidores, asociados y vecinos, principalmente[cita requerida]. Este resurgimiento se destacó de manera relevante con el evento por el día del amigo. Ascendiendo la cifra de la concurrencia anterior, sin embargo al mismo tiempo siendo la iniciativa para un nuevo festejo del día del niño que se aproximaba. El cual se celebró el 9 de agosto, en un día que fue inolvidable para los cientos de chicos que concurrieron. Consiguiendo un objetivo planteado desde el arranque, debido a que varios niños no eran asociados y seguidores del club, sino que concurrieron por el sencillo hecho de vivir en el barrio.

## Inauguración
El 27 de abril del 2014 se inauguró oficialmente el Estadio José Santos Romero del predio con una jornada de balonmano femenino.

## Secciones deportivas
El Predio Don Fernando Sánchez cuenta con múltiples actividades deportivas, entre ellas se destacan las siguientes:
- Balonmano
- Fútbol sala
- Baby fútbol
- Patinaje artístico

## Datos
Ubicación: Chivilcoy 1951. Ciudad de Buenos Aires.

Colectivos: 106 - 109 - 53 - 114 - 135 - 85 

Trenes: Línea Sarmiento Estación Floresta (18 cuadras) - Línea San Martín Estación Villa del Parque (18 cuadras)